# Стійкість (опір матеріалів)
Стійкість — здатність конструкції або її елементів зберігати певну початкову форму пружної рівноваги, відповідаючи на малі збільшення статичного навантаження малими приростами деформацій. Стійкість конструкції належить до одного з видів конструкційної міцності.
Традиційні розрахунки на міцність та жорсткість в опорі матеріалів передбачають, що між зовнішніми силами та спричиненими ними внутрішніми силами пружності рівновага є стійкою. Але це трапляється не завжди.
Пружна рівновага буде стійкою, якщо деформоване тіло при будь-якому відхиленні від стану рівноваги намагається повернутися до стану рівноваги і повертається до нього після припинення зовнішнього впливу. Пружна рівновага буде нестійкою, якщо деформоване тіло, виведене з неї продовжує деформуватися в напрямі наданого йому відхилення і після припинення зовнішньої дії у вихідний стан не повертається. Між цими двома станами рівноваги існує перехідний стан, що зветься критичним, при якому деформоване тіло перебуває у байдужій рівновазі.
Стан тіла, яке перебуває на границі стійкої та нестійкої рівноваги, називається критичним, а величина сили, яка спричиняє такий стан — критичною силою і позначається Pкр. Можна стверджувати, що досягнення навантаженням критичних значень рівнозначно руйнуванню конструкції, оскільки нестійка форма рівноваги буде втрачена, що приведе до необмеженого зростання напружень і деформацій. Особлива небезпека руйнування в результаті втрати стійкості полягає у тому, що, як правило, вона відбувається раптово і при значеннях напружень далеких від допустимих.
Отже, при розрахунку на стійкість критичне навантаження подібне до руйнувального. Для забезпечення запасу стійкості необхідно, щоб задовольнялась умова:
{\displaystyle P\leqslant [P],}  де
{\displaystyle [P]={\frac {P_{KP}}{k_{CT}}}.}
Тут P - діюче навантаження, kCT - коефіцієнт запасу стійкості.
Розрізняють декілька форм втрати стійкості тонкостінних конструкцій.

## Місцева форма втрати стійкості
Місцева форма втрати стійкості спостерігається в тонкостінних плоских елементах при дії стискаючих і зсувних зусиль. Критичні напруження, при яких конструкція або окремий елемент конструкції втрачає стійкість, визначаються за формулою:
{\displaystyle \sigma _{KP}=K\left({\frac {{\pi }^{2}\cdot E}{12(1-{\mu }^{2})}}\right)\cdot \left({\frac {\delta }{b}}\right)^{2},}
де b і {\displaystyle \delta } — характерні ширина і товщина елементу конструкції;
K — коефіцієнт стійкості, що залежить від виду навантаження та граничних умов закріплення.
При досягненні місцевої втрати стійкості конструкції з'являються хвилеподібні випуклості і западини, але конструкція, як правило, продовжує сприймати зростаюче навантаження аж до досягнення загальної втрати стійкості, коли хвилі, що утворилися проходять через усі елементи конструкції.

## Загальна втрата стійкості
Критичне напруження загальної втрати стійкості конструкції, наприклад, при стисненні стержнів і широких проздовжньо-підкріплених панелей, визначаються за формулою:
{\displaystyle \sigma _{KP}=c(\pi )^{2}\cdot {\frac {E\cdot I_{min}}{l^{2}\cdot S}},}
де c — коефіцієнт защемлення навантажених кромок;
{\displaystyle I_{min}} — мінімальний момент інерції перерізу;
S — площа поперечного перерізу конструкції.

### Стійкість довгих стержнів при поздовжньому стиску
Втрата стійкості довгих стержнів, довжина яких значно більша від розмірів поперечного перерізу, внаслідок дії зовнішньої сили більшої від критичної, називається поздовжнім згином.

## Методи розв'язання задач стійкості
Точний метод рішення передбачає рішення відповідної системи диференціальних рівнянь з урахуванням граничних умов (наприклад, задачі стійкості довгих пластин з довільними граничними умовами на поздовжніх кромках).
Енергетичні методи розв'язання задач стійкості базуються на порівнянні енергії деформації конструкції з роботою зовнішніх сил. Точність рішень цими методами залежить від виду і кількості членів ряду, що використовуються для апроксимації форми прогину конструкції.
При визначенні критичних зусиль динамічними методами враховують частоту власних коливань навантаженої конструкції, яка прямує до нуля, коли зусилля наближаються до критичних.